# Santa Rosa de Calamuchita
Santa Rosa de Calamuchita is een plaats in het Argentijnse bestuurlijke gebied Calamuchita in de provincie Córdoba. De plaats telt 9.504 inwoners.